# Troglobi

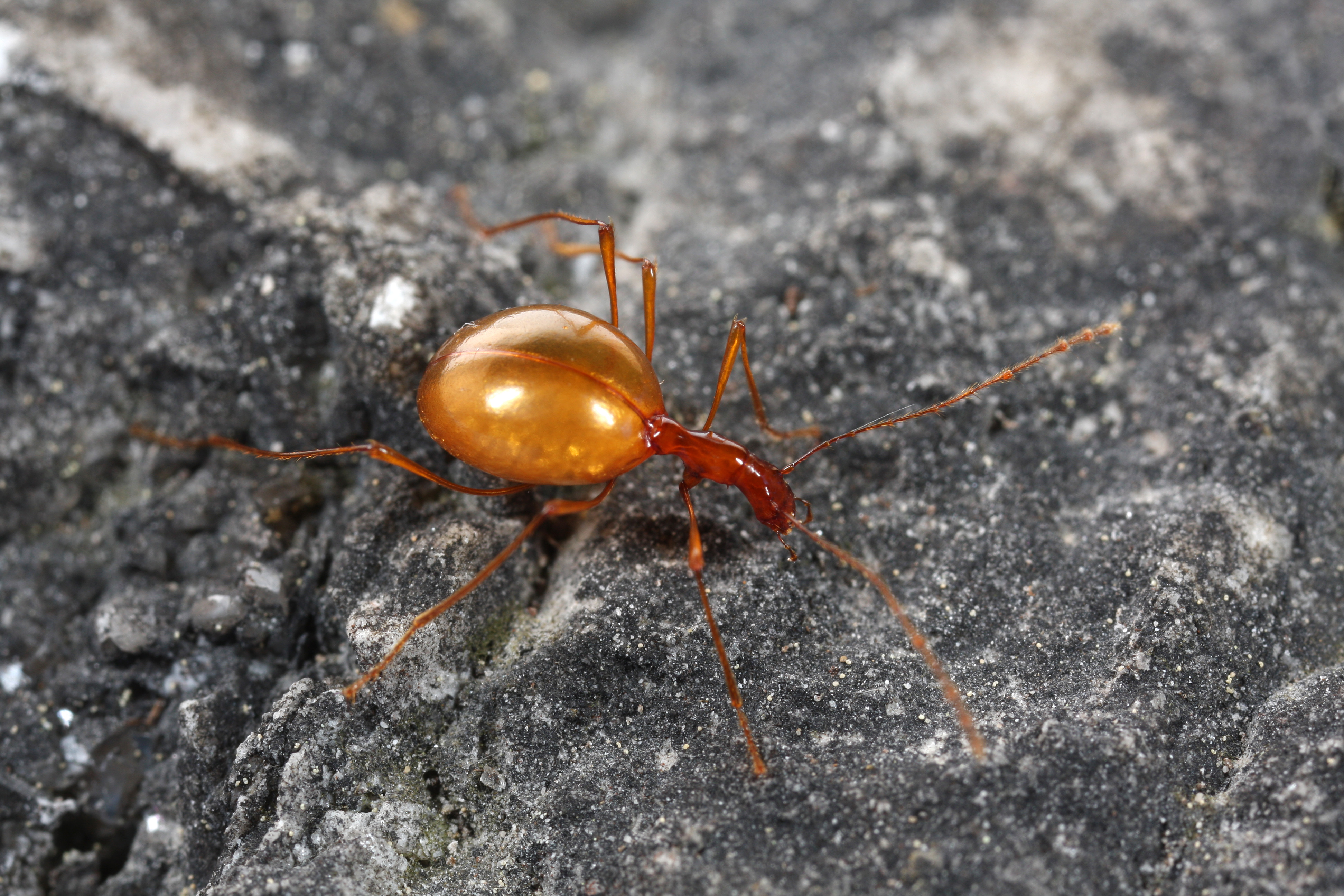
Leptodirus hochenwartii, un coleòpter troglobi dels Alps Dinàrics.

Els organismes troglobis o troglofauna fa referència a aquell tipus d'animals cavernícoles plenament adaptats a l'entorn subterrani i que no poden viure enlloc més que a les coves. Cal distingir-los dels troglòfils, que poden passar part del seu cicle vital a les coves, però també sobreviure a l'exterior, i dels trogloxens, que les utilitzen més com aixopluc.
Els troglobis acostumen a presentar característiques molt particulars del tipus anatòmic, morfològic, fisiològic o de comportament. La majoria de les espècies acostumen a perdre la pigmentació dels seus ancestres, tenen un sentit de la vista poc desenvolupat, s'han adaptat a una mancança d'aliment, etc.

## Espècies troglòbies
Els troglobis són molt sovint animals endèmics de les coves on viuen i, malgrat els nombrosos estudis, encara són àmpliament desconeguts.
Les espècies troglòbies són principalment:
- dels insectes (Leptodirus hochenwartii, Anophthalmus hitleri, etc.)
- dels aràcnids (Banksula melones, Heteropoda maxima, etc.)
- dels peixos (Amblyopsis spelaea, Speoplatyrhinus poulsoni, etc.)
- dels crustacis (Niphargus, Caecosphaeroma, etc.)
- dels amfibis (Proteus anguinus, certes salamandres americanes, etc.)

Quan es tracta d'aquelles formes adaptades a viure específicament en la profunditat en les aigües subterrànies (per exemple Niphargus), s'utilitza preferentment el terme estigobia.

## Trets distintius
Els troglobis són els autèntics cavernícoles, que van sorprendre els observadors pel seu aspecte físic, diferent d'aquell dels animals epigeus (de la superfície). Encara que aparentats amb altres animals de superfície, acostumen a estar prou allunyats fisiològicament i morfològicament, que no els és possible sobreviure molt de temps a l'exterior. El seu desenvolupament depèn totalment de les coves, avens, capes freàtica que habiten.
Per totes aquestes raons, configuren espècies diferenciades d'aquelles espècies cosines que es troben a l'exterior. Atès que no hi ha vegetació en aquests entorns (la foscor total impedeix l'acció de la clorofil·la) cap animal és herbívor. Ara per ara tampoc es coneix cap ocell o mamífer (l'ocell de l'oli i els ratpenats són trogloxens). Els vertebrats (peixos i amfibis) són escassos, però hi ha una gran multitud d'Invertebrats, (insectes, crustacés, mol·luscos, cucs i unicel·lulars).
Respecte als seus parents epigeus, els trets més distintius serien:

### Visió
Moltes espècies no presenten ulls (almenys a l'edat adulta); altres tenen ulls extremadament reduïts o no aparents (amagats per de la pell). No obstant això, l'anoftàlmia i la ceguesa són dos aspectes diferents: certs cavernícoles són cecs tot i tenir ulls. De fet, diversos animals epigeus són cecs (amb ulls o sense). L'absència d'ulls no és doncs pas una regla immutable en el món subterrani dels troglobis, però és una tendència molt més freqüent que en les espècies epigees o troglòfiles.

### Depigmentació
Els teixits animals són més o menys acolorits i aquests colors tenen orígens diversos: fenòmens òptics (reflexos de les plomes del paó), pigments de color (conjunts de la pell de les salamandres, tinció vermella de l'hemoglobina), melanina (bronzejat humà). Els biospeleòlegs han pogut comprovar que moltes espècies troglòbies tenen un color pràcticament pàl·lids sinó gairebé transparents (Niphargus, olm).
Tot i que hi ha altres que conserven colors ombrívols (p. ex., Staphylinus). Semblaria que aquesta disposició a perdre pigments no seria sempre irreversible; és el cas de l'olm, que adquireix una coloració bruna a l'exposar-se molt de temps a la llum artificial. En altres espècies, l'exposició a la llum solar és mortal (hipersensibilitat als UV) dins el marge de segons (planàries), minuts (Sphodride) o algunes desenes d'hores (niphargus).

### Absència d'ales
Tots els hipogeus troglobis, a diferència dels seus cosins epigeus, estan desproveïts d'unes ales completes, fins i tot si pertanyen a famílies com els pterigots Encara que presentin Èlitres, les ales acostumen a estar atrofiades, quedant-ne poques més traces que els monyons. Tot i així, aquest fet també es dona en algunes espècies epigees (p. ex. el coleòpter Trechus, que viu a l'humus).

### Talla i forma del cos
Encara que en el passat s'havia defensat que la talla de les espècies hipogees augmentava respecte a les relacionades a la superfície (com és el cas de les antenes), no hi hauria cap regla general al respecte.
Semblaria simplement que l'evolució hagués accentuat certs caràcters ja presents dels llinatges animals epigeus en trobar-se aïllats a les coves. Els opilions cavernícoles tenen per exemple les potes encara més llargues que la dels seus cosins terrestres. El cranc cavernícola Cambarus tenebrosus és més gran que el cranc dels corrents, mentre que els isòpodes han esdevingut més minúsculss.
La idea segons la qual les espècies cavernícoles haurien vist augmentar la talla i el nombre dels seus òrgans sensorials per compensar la pèrdua de la vista, encara que succeeix per certes espècies, no es pot arribar a generalitzar.